# Левобережное (Красноярский край)
Левобережное — село в Канском районе Красноярского края. Входит в состав Филимоновского сельсовета.

## История
Основано как посёлок Канской племконюшни. В 1976 году Указом Президиума ВС РСФСР посёлок госплемконюшни переименован в Левобережный.
Законом Красноярского края от 6 июля 2004 года № 11-2174 статус и название посёлка Левобережный изменено на село Левобережное.

## Население
| 2010 |
| ---- |
| 184  |